# Маслюк, Геннадий Евгеньевич
Геннадий Евгеньевич Маслюк (укр. Геннадій Євгенович Маслюк; род. 21 июня 1952 года, г. Лисичанск Луганской области) — украинский государственный деятель, депутат Верховной рады Украины I созыва (1990—1994).

## Биография
Родился 21 июня 1952 года в городе Лисичанске Луганской области в семье рабочих.
С 1969 года работал линейным монтёром связи Лисичанского завода резинотехнических изделий.
В 1975 году окончил Коммунарский горно-металлургический институт по специальности «горный инженер-электрик».
С 1975 года работал инженером, затем старшим инженером, младшим научным сотрудником Донецкого научно-исследовательского угольного института.
С 1977 года проходил службу в рядах Советской армии, после возвращения из армии с 1979 года работал младшим научным сотрудником Донецкого научно-исследовательского угольного института, с 1982 года работал электрослесарем, горным мастером шахты имени Челюскинцев ПО «Донецкуголь».
Был членом КПСС с 1980 года, был секретарём парторганизации участка, членом Донецкого горкома КП УССР.
В 1990 году в ходе первых альтернативных парламентских выборов в Украинской ССР был выдвинут кандидатом в народные депутаты трудовым трудовым коллективом шахты имени Челюскинцев ПО «Донецкуголь». 18 марта 1990 года во втором туре был избран народным депутатом Верховного совета Украинской ССР XII созыва (в дальнейшем — Верховной рады Украины I созыва) от Петровского избирательного округа № 115 Донецкой области, набрал 55,39% голосов среди 8 кандидатов. В парламенте входил в «Народную раду», фракцию «Новая Украина», был членом комитета по вопросам экономической реформы и управления народным хозяйством. Депутатские полномочия истекли 10 мая 1994 года.